# Narnaviridae
Narnaviridae és una família de virus del tipus virus d'ARN monocatenari +.

## Gèneres
- Gènere Narnavirus; espècie tipus: Saccharomyces cerevisiae 20SRNA narnavirus
- Gènere Mitovirus; espècie tipus: Cryphonectria parasitica mitovirus-1 NB631

Abans els Narnaviridae tenien el seu propi grup però actualment són considerats del tipus virus d'ARN monocatenari +.